# 송주호 (축구 선수)
송주호(1991년 3월 20일 ~ )는 대한민국의 축구 선수로 현재 홍콩 프리미어리그의 서던 디스트릭트에서 수비수로 활동 중이다.

## 대회 성적

### 클럽
울산 현대미포조선 돌고래
- 내셔널리그 : 우승 (2014, 2015, 2016)
- 내셔널축구선수권대회 : 준우승 (2015)
- 전국체육대회 : 동메달 (2014, 2015)

포천시민축구단
- K3리그 어드밴스 : 3위 (2019)
- K4리그 : 4위 (2020)